# Gastrolobium ovalifolium
Gastrolobium ovalifolium là một loài thực vật có hoa trong họ Đậu. Loài này được Henfr. miêu tả khoa học đầu tiên.